# Avião espacial
Um avião espacial é um veículo que pode voar e planar como uma aeronave na atmosfera da Terra e manobrar como uma espaçonave no espaço sideral. Para fazer isso, os aviões espaciais devem incorporar características de aeronaves e espaçonaves. Os aviões espaciais orbitais tendem a ser mais semelhantes às espaçonaves convencionais, enquanto os aviões espaciais suborbitais tendem a ser mais semelhantes aos aviões de asa fixa. Todos os aviões espaciais até agora foram movidos a foguetes para decolagem e escalada, mas depois pousaram como planadores sem motor.
Quatro tipos de aviões espaciais foram lançados com sucesso à órbita, reentraram na atmosfera da Terra e pousaram: o ônibus espacial dos EUA, o russo Buran, o americano X-37, e o chinês Kechongfushiyong Shiyan Hangtianqi [en]. Outro, Dream Chaser, está em desenvolvimento nos EUA. A partir de 2019, todos os veículos orbitais passados, atuais e planejados são lançados verticalmente em um foguete separado. Os voos espaciais orbitais ocorrem em altas velocidades, com energias cinéticas orbitais tipicamente maiores do que as trajetórias suborbitais. Essa energia cinética é liberada como calor durante a reentrada. Muitos outros aviões espaciais foram propostos, mas nenhum atingiu o status de voo.

Pelo menos duas aeronaves suborbitais movidas a foguetes foram lançadas horizontalmente em voos espaciais suborbitais a partir de um porta-aviões antes de disparar além da linha de Kármán: o X-15 e o SpaceShipOne. Em 2018, a SpaceShipTwo passou a definição americana de espaço de 80 km, mas não a linha de Kármán de 100 km.

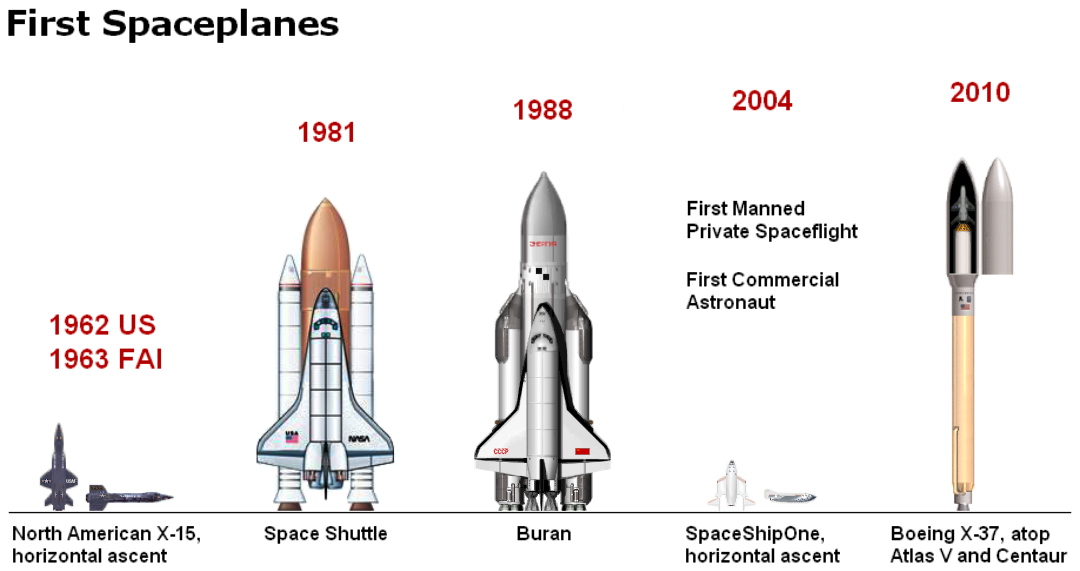
Os cinco primeiros aviões espaciais:
North American X-15
Ônibus espacial
Buran
SpaceShipOne
Boeing X-37